# Xu Jian
Xu Jian (kinesiska: 徐健; pinyin: Xú Jiàn), född den 27 juli 1970, är en kinesisk softbollspelare.
Hon tog OS-silver i samband med de olympiska softboll-turneringarna 1996 i Atlanta.